# Guareí
Guareí is een gemeente in de Braziliaanse deelstaat São Paulo. De gemeente telt 14.918 inwoners (schatting 2009).

## Aangrenzende gemeenten
De gemeente grenst aan Angatuba, Bofete, Itapetininga, Porangaba, Quadra, Tatuí en Torre de Pedra.